# Kerényi István (textilmérnök)
Kerényi István (Újpest, 1930. szeptember 16. – Budapest, 2024. november 25.) okleveles gépészmérnök, kandidátus, a műszaki tudományok doktora, az Európai Mérnökszövetség magyar nemzeti bizottságának tagja, a 20. századi magyar textilipar neves szaktekintélye.

## Életpályája, munkássága[3][4]
Már kora ifjúkorában megismerkedett a textiliparral: 1946-ban a Magyar Pamutipar Rt.-nél kezdte pályafutását, mint szövő tanuló. Munkája mellett a Budapesti Műszaki Egyetemen tanult tovább, ahol 1952-ben gépészmérnöki oklevelet szerzett, majd itt a Textiltechnológia Tanszéken tanársegédként kezdett dolgozni. Az oktatási munka mellett részt vett a kutatómunkában is, ennek kapcsán elsősorban a pamutszálak szigetelő tulajdonságainak kutatásában és az orsórezgések vizsgálatának matematikai modellezésében működött közre.
1961-től aspiránsi tanulmányokat végzett. Kutatásának fő iránya a hazai gyártású poliamidszálak terjedelmesítési technológiájának kidolgozása volt. Kandidátusi értekezését ebben a témakörben 1970-ben védte meg, ezzel elnyerte a műszaki tudomány kandidátusa fokozatot és a műszaki doktori címet.  Nemzetközileg is figyelemreméltó eredményeket ért el a légfúvásos terjedelmesítési technológia elméleti alapjainak modellezésében.
1955 és 1987 között az 1955-ben országos nagyvállalattá szervezett, az egész hazai selyemipart egyesítő Magyar Selyemipar Vállalat (MSV) helyezkedett el, ahol főmechanikus volt a Duna Cérnázógyárban, műszaki főosztályvezető a vállalat központjában, majd 1967-től az országos nagyvállalat műszaki igazgatója, vezérigazgató-helyettese volt. 1987-től 1991-ig a BUDAPRINT Pamutnyomóipari Vállalat gyártmányfejlesztési központját irányította. 1991-től, nyugdíjba vonulását követően a textilkereskedelemmel foglalkozó Artemix Kft. ügyvezetője volt.
A Duna Cérnázógyárban az ő vezetése mellett valósult meg Magyarországon a terjedelmesített szintetikus fonalak gyártása.
1976 óta volt tagja a Magyar Tudományos Akadémia Szál- és Rosttechnológiai Bizottságának (újabban: Szál- és Kompozittechnológiai Tudományos Bizottság). Elnöke volt a Budapesti Műszaki Egyetem és a Könnyűipari Műszaki Főiskola állami vizsgáztató bizottságának, az utóbbi felsőoktatási intézményben címzetes főiskolai tanári címet kapott. 1994-ben elnyerte az Európai Mérnök oklevelet, tagja az Európai Mérnökszövetség (FEANI) magyar nemzeti bizottságának. Tagja volt a Magyar Mérnöki Kamarának (MMK) és elnökségi tagja a Kamara gépészeti tagozatának. Elnökségi tagja volt a Budapesti Kereskedelmi és Iparkamara Ipari Osztályának.
Aktív tevékenységet folytatott a Textilipari Műszaki és Tudományos Egyesületben (TMTE), amelynek 1952 óta volt tagja és az Egyesület Selyem Szakosztályának elnöke . A Magyar Textiltechnika szerkesztőbizottságában 1954 óta vett részt, kezdetben mint rovatvezető, később mint a szerkesztőbizottság elnöke.
Szakirodalmi munkásságát mintegy kétszáz magyar és idegen nyelvű cikk és négy könyv illetve könyvrészlet fémjelzi, egyebek között az e tárgyban mindmáig egyedüli magyar nyelvű monográfia, A mesterséges selyemfonalak terjedelmesítése című könyve. Számos előadást tartott hazai és külföldi textilkonferenciákon.
Munkáját számos kitüntetéssel jutalmazták. Több alkalommal kapott miniszteri kitüntetést, elnyerte a Munka Érdemrend ezüst fokozatát, két alkalommal tüntették ki a Textilipar Fejlesztéséért éremmel, 1984-ben MTESZ Díjat kapott. Életművét 2002-ben Eötvös Loránd-díjjal, 2016-ban a Magyar Gazdaságért Díjjal ismerték el.  A Budapesti Műszaki Egyetem Szenátusa 2002-ben arany-, 2012-ben gyémánt-, 2017-ben vas-, 2022-ben rubindiploma adományozásával ismerte el értékes mérnöki tevékenységét.